# Вузький
«Вузький» — третя серія американського науково-фантастичного серіалу «Секретні матеріали». Вперше був показаний на телеканалі Фокс 24 вересня 1993 року. Сценарій до нього написали Глен Морган та Джеймс Вонг, а режисером був Гарі Лонгстріт, хоча деякі сцени знімались під керівництвом Майкла Кетлмена. Ця серія є першою з двох, в якій з'явиться персонаж Юджина Віктора Тумса. Він ще з'явиться в серії «Тумс». Ця серія є першою, яка не належить до «міфології» серіалу, а є так званим «монстром тижня». Створення серії «Вузький» було проблематичним. Творчі розбіжності між режисером Лонгстрітом та знімальною командою призвели до того, що його замінили. Серія отримала позитивні відгуки від критиків.
Серіал розповідає про двох агентів ФБР Фокса Малдера (роль виконав Девід Духовни) та Дейну Скаллі (роль виконала Джилліан Андерсон), які розслідують паранормальні випадки, що називають «файли X». В цій серії агенти розслідують серію вбивств, під час яких вбивця голими руками виривав в жертв печінку та міг протиснутися крізь дуже вузькі отвори. Агенти виявляють, що вбивцею був генетичний мутант, який здійснює вбивства кожні 30 років вже протягом 90 років і якому необхідна людська печінка для підтримання життєдіяльності.

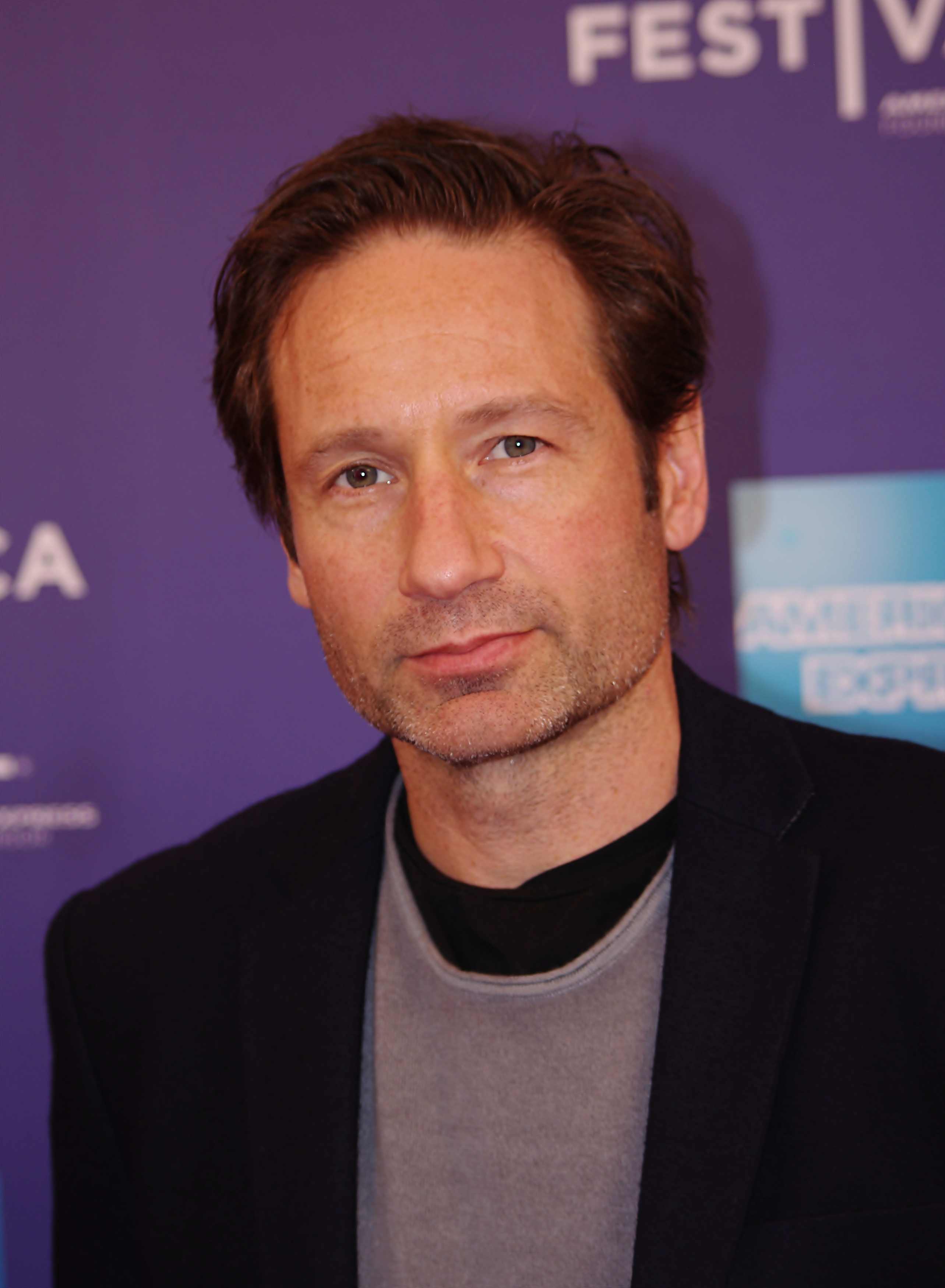

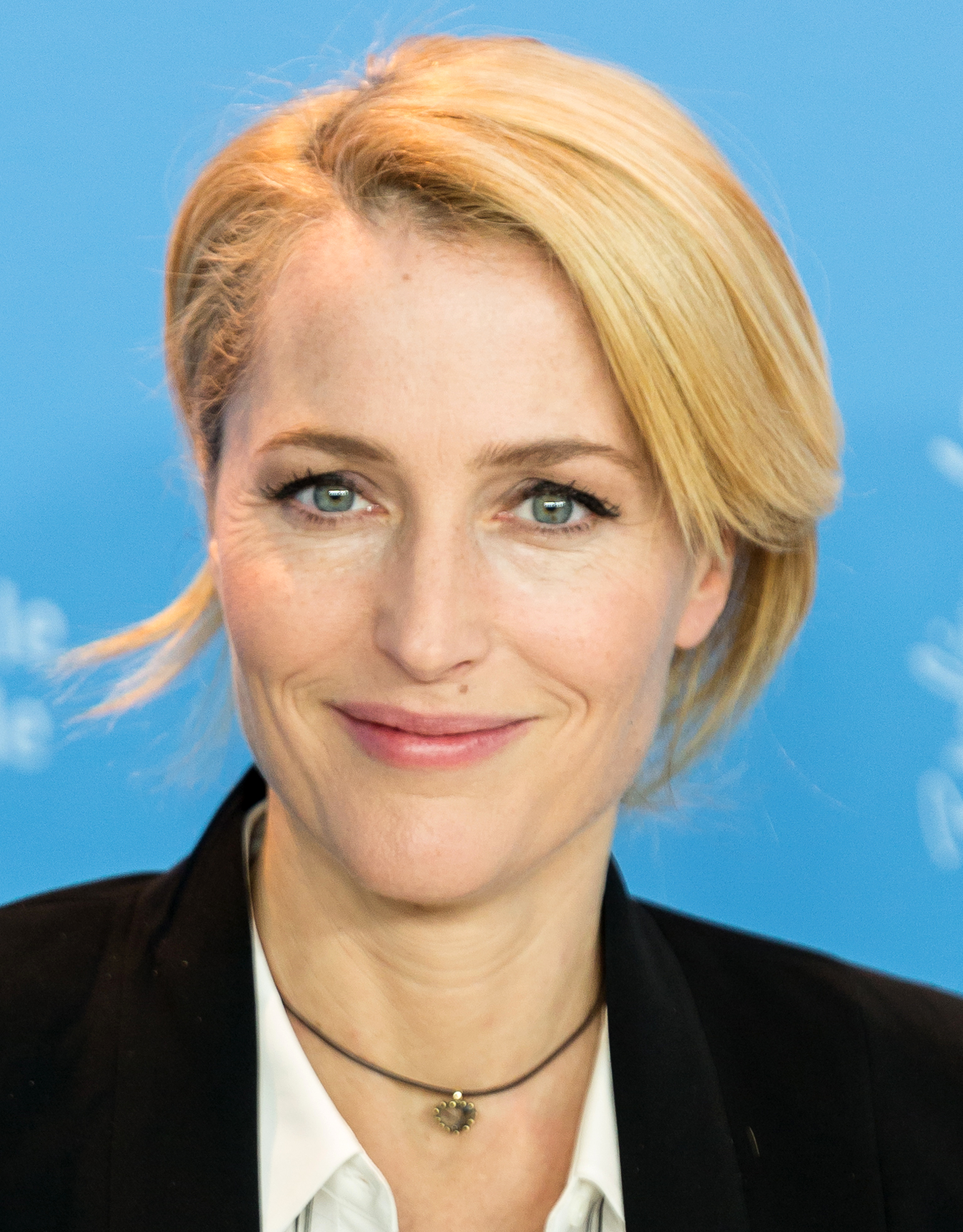

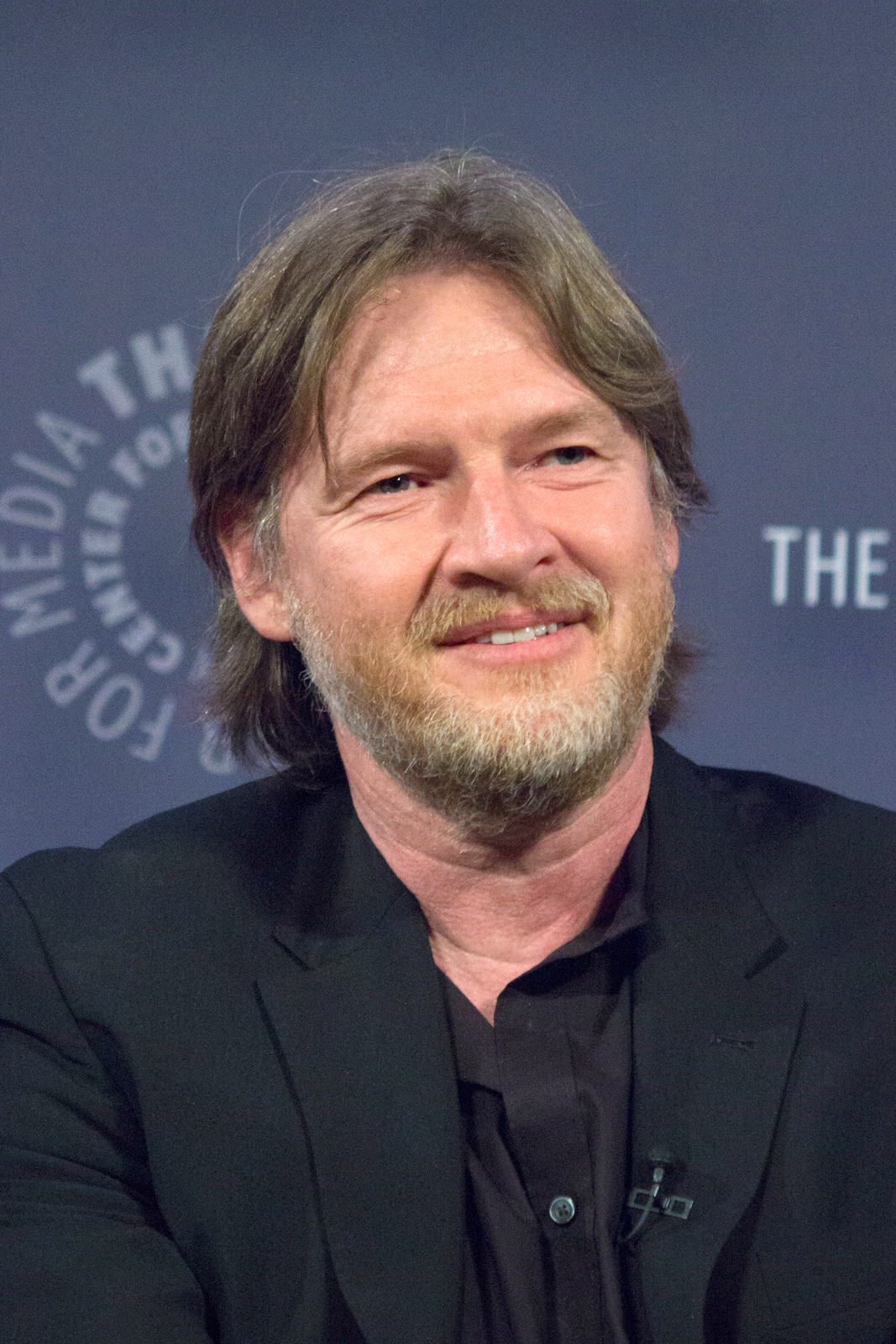

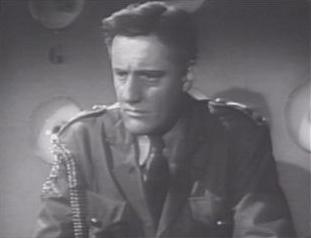

## Сюжет
В місті Балтимор, Меріленд бізнесмен Джордж Ушер приходить до себе в офіс і зачиняє двері. Хтось вилазить із вентиляції та вбиває Ушера, діставши голими руками його печінку. Розслідування справи доручають кар'єристові агенту Тому Колтону, який звертається по допомогу до своєї колишньої однокурсниці Дани Скаллі. Колтон не може впоратись зі справою сам, оскільки єдиними спільними рисами вбивств є те, що вбивця ніби телепортувався на місце вбивства (він проникав навіть у зачинені приміщення і його не було на жодному запису з камер спостереження) і що в жертви виривали печінку. Агент Малдер, вивчаючи справу, виявляє, що подібні вбивства вже скоювалися в 1933 та 1963 роках. Також на місці злочину Малдер знаходить розтягнутий відбиток пальця, який виявляється ідентичним тому, який знайшли під час розслідування вбивств 1963 року. Малдер робить висновок, що в 1933 та 1963 році відбувалось по п'ять убивств, тому вбивця вчинить ще два, після чого зникне на 30 років.
Скаллі впевнена, що вбивця ще повернеться на місце злочину, тому агенти влаштували засідку й упіймали Юджина Віктора Тумса, який лазив по вентиляційних трубах у будівлі, де розташований офіс Ушера. Тумс проходить тест на детекторі брехні. Малдер додає до тесту запитання про вбивства минулих років, при відповіді на які детектор показував, що Тумс бреше. Але Колтон вважає ці питання і висновки Малдера смішними та відпускає Тумса. Малдер думає, що Тумс має можливість розтягувати своє тіло, щоб пролазити крізь вузькі отвори. Тумс вчиняє ще одне вбивство, проникнувши в дім жертви через димохід. Агенти намагаються знайти якісь документи про Тумса, зокрема свідоцтво про народження, але нічого не знаходять. Його ніби не існує.
Агенти знайшли шерифа, який розслідував вбивства, скоєні Тумсом 1963-го, та опитали його. Він показав агентам фотографії Тумса в 1963, який тоді виглядав так само, як і нині, а також дав адресу помешкання Тумса. Вони їдуть до його помешкання та знаходять там гніздо, зроблене з газет і жовчі, а також речі вбитих. Під час цього Тумс, який ховається, будучи приклеєним до стелі, непомітно знімає зі Скаллі намисто. Агенти встановлюють спостереження за домом Тумса, але згодом Колтон знімає спостереження. Агент Малдер ще раз навідується до помешкання Тумса і знаходить там намисто Скаллі. Він намагається їй додзвонитися, але вона не бере слухавку. Малдер їде до неї. Тим часом Тумс проникає в помешкання Скаллі і збирається її вбити. Агент Малдер прибуває до помешкання Скаллі за мить до вбивства та допомагає Скаллі заарештувати Тумса. Тумса поміщають в психіатричну лікарню, в своїй палаті він знов починає робити гніздо з газет і жовчі. Скаллі повідомляє Малдеру: медичні тести над Тумсом показали, що в нього незвичайні скелет і м'язи та що його метаболізм знижується.

## Створення
Після двох серій, сфокусованих на «міфології», серія «Вузький» була першою, що до неї не належала та показала, що в серіалі будуть показуватись не тільки інопланетяни, але й інші паранормальні явища. Творець серіалу Кріс Картер вважав, що серіал не міг протриматись на самих лише інопланетянах. Ідея серії з'явилась, коли автори сценарію Глен Морган та Джеймс Вонг подивились на вентиляційну шахту свого офісу й подумали, чи може хтось проникнути всередину через неї. Ідея вбивці, який скоює вбивства через проміжок часу в декілька років, прийшла з фільму «The Night Strangler». Також їх надихнули Джек-Різник та Річард Рамірез. Після скуштування Фуа-гра у Франції, Кріс Картер запропонував ідею, щоб вбивця харчувався печінкою жертв.
Актору Дугу Хатчінсону було 33 роки, коли він прийшов на кастинг на роль Тумса, але продюсери вважали його занадто молодим для цієї ролі. Глен Морган сказав, що Хатчінсон виглядає на років 20. Однак Хатчінсон вразив продюсерів своєю здатністю моментально переходити до атакувальної поведінки, і його взяли. Сам Хатчінсон казав, що він намагався наслідувати акторську гру Ентоні Гопкінса в фільмі Мовчання ягнят.
Зйомки проводились у Ванкувері. Вулиця з домом Тумса була знята на вулиці Хастінгс у Ванкувері. Вентиляційна система в офісі першої жертви знімалась на багатоповерховому паркінгу. Щоб уникнути необхідності затемнювати місце зйомок, вентиляцію розширили на нижні поверхи. Для зйомок сцени, в якій Тумс пролазить у димохід, був найнятий акробат, який міг пролазити в вузькі отвори. Розтягування рук було зроблене за допомогою комп'ютерної графіки. Сцена з проникненням Тумса в помешкання Скаллі була відзнята за відсутності Хатчінсона. Пізніше його відзняли окремо за допомогою синього фону.
Сценарист Джеймс Вонг був розчарований роботою режисера Гарі Лонгстріта. Вонг казав, що Лонгстріт «не поважає сценарій». Лонгстріт не зняв одну зі сцен та не організував зйомок з додаткової камери в деяких сценах. Тому Джеймсу Вонгу та Майклу Кетлмену довелось перезнімати деякі сцени та дознімати пропущену сцену. Актору Хатчінсону також було важко працювати з Лонгстрітом. Глен Морган сказав, що зйомки були дуже проблематичними і що монтажери врятували серію.

## Знімались
| Актор             | Роль         |
| ----------------- | ------------ |
| Девід Духовни     | Фокс Малдер  |
| Джилліан Андерсон | Дейна Скаллі |
| Даг Гатчінсон     | Віктор Тумс  |
| Донал Лоуг        | Том Колтон   |
| Генрі Бекман      | Френк Брігс  |
| Кевін Макналті    | агент Фуллер |
| Теренс Келлі      | Джордж Ашер  |